# Lijst van baden, badhuizen en badrituelen
Deze lijst van baden, badhuizen en badrituelen is een verzameling van de artikelen over deze onderwerpen in zowel de recreatieve, medische als religieuze sfeer.
| Typen baden    | Omschrijving                                                  | Temperatuur in °C | Luchtvochtigheid |
| -------------- | ------------------------------------------------------------- | ----------------- | ---------------- |
| Afkoelslang    | Afkoelmethodiek                                               | < 10              | -                |
| Ashiyu         | Japans openbaar voetenbad gevuld met geothermisch bronwater   | 35 - 40           | -                |
| Badhuis        | Openbare wasgelegenheid                                       | -                 | -                |
| Banya          | Russische zweettent of buitensauna                            | 70 - 100          | 10 - 25 %        |
| Bierbad        | Ligbad of kuip gevuld met bier                                | 35                | -                |
| Boerenbad      | Duits of Oostenrijks mineraalbad. Oostenrijks kruidenzweetbad | ?                 | ?                |
| Bubbelbad      | Waterbad met luchtbellen                                      | 33 - 40           | -                |
| Caldarium      | Romeinse badruimte met warme vloer, muren en banken           | 40 - 60           | 80 - 90 %        |
| Dompelbad      | Koud waterbad. Soms met ijs                                   | < 5               | -                |
| Frigidarium    | Romeinse koele ruimte met koud waterbad                       | < 10              | < 25%            |
| Hamam          | Turks badhuis. Vaak met stoombad                              | -                 | -                |
| Jjimjilbang    | Koreaans badbuis                                              | -                 | -                |
| Kruidenbad     | Water verrijkt met bepaalde kruiden                           | 20 - 35           | -                |
| Kurna          | Kleine stenen waterbassin met waterkraantje in een hamam      | Koud of warm      | -                |
| Laconicum      | Spartaanse zweetnis met vuur en water                         | 50 - 70           | 70 - 90%         |
| Melkbad        | Baden ten behoeve van een schoonheidseffect                   | < 38              | -                |
| Mikwe          | Orthodox joods reinigingsritueel                              | -                 | -                |
| Modderbad      | Minerale modder                                               | < 30              | -                |
| Onsen          | Japanse badgelegenheid met geothermisch water                 | -                 | -                |
| Rooksauna      | Traditionele savusauna met stenen houtkachel                  | 80 - 100          | < 15%            |
| Sauna          | Fins heteluchtbad                                             | 80 -100           | < 10%            |
| Schotse-douche | Wisselbad met een douche genomen                              | < 10 - 35 à 40    | -                |
| Sento          | Japans badhuis                                                | -                 | -                |
| Slakkenbad     | (Zwem)bad verrijkt met mineralen uit hoogovenslak             | 15 - 25 (?)       | -                |
| Stoombad       | Ruimte gevuld met warme waterdamp                             | 40 - 60           | > 98 %           |
| Sudatorium     | Romeinse zweetruimte                                          | 50 - 60           | 70 - 90%         |
| Temazcal       | Meso-Amerikaanse zweetruimte                                  | > 50              | 30 - 70%         |
| Tepidarium     | Warme ruimte in een Romeins badhuis                           | 30 - 35           | < 25%            |
| Thalasso       | Mineralogische- en organische zeewaterbaden                   | 20 - 35           | -                |
| Thermen        | Romeins badhuis                                               | -                 | -                |
| Voetenbad      | Bad voor voeten en enkels of lichaamstherapie                 | < 40              | -                |
| Waterjetbad    | Tegenstroombad                                                | 17 - 22           | -                |
| Wisselbad      | Koud- en warmwaterbad afwisselend genomen                     | < 15 - 35 à 40    | -                |
| Zweethut       | Indiaanse Midden-Amerikaanse zweettent                        | > 50              | 30 - 70 %        |
| Zwembad        | Bad voor lichaamsbeweging                                     | 15 - 30           | -                |